# Sportklub Aich/Dob 2013-2014
Questa voce raccoglie le informazioni riguardanti lo Sportklub Aich/Dob nelle competizioni ufficiali della stagione 2013-2014.

## Organigramma societario
Area direttiva
- Presidente: Alois Opetnik

Area tecnica
- Allenatore: Leonard Barić
- Allenatore in seconda: Marco Robinig

Area sanitaria
- Fisioterapista: Tomaz Skledar, Martin Micheu

## Rosa
| N° | Nome                   | Ruolo | Data di nascita  | Nazionalità sportiva |
| -- | ---------------------- | ----- | ---------------- | -------------------- |
| 1  | Valdir Sequeira        | O     | 22 novembre 1981 | Portogallo           |
| 2  | Mihael Kosl            | O     | 12 dicembre 1979 | Slovenia             |
| 3  | Michal Hruška          | C     | 13 marzo 1987    | Slovacchia           |
| 4  | Oliver Binder          | P     | 28 maggio 1985   | Austria              |
| 5  | Jani Kovačič           | L     | 14 giugno 1992   | Slovenia             |
| 6  | Peter Wohlfahrtstätter | C     | 10 marzo 1989    | Austria              |
| 7  | Stanislaw Wawrzyńczyk  | S     | 4 gennaio 1990   | Polonia              |
| 8  | Rok Satler             | P     | 4 marzo 1979     | Slovenia             |
| 9  | Andrej Grut            | S     | 30 agosto 1984   | Slovenia             |
| 10 | Nejc Pušnik            | S     | 30 dicembre 1980 | Slovenia             |
| 11 | Danijel Koncilja       | C     | 4 settembre 1990 | Slovenia             |
| 12 | Marco Robinig          | C     | 31 maggio 1981   | Austria              |
| 13 | Gerald Reiser          | C     | 2 giugno 1980    | Austria              |
| 14 | Kurt Aschmann          | O     | 14 luglio 1982   | Austria              |
| 15 | Michael Leeb           | P     | 23 giugno 1988   | Austria              |
| -  | Leander Meklin         | S     | 10 giugno 1989   | Austria              |